# Delaware (Iowa)
Delaware és una població dels Estats Units a l'estat d'Iowa. Segons el cens del 2000 tenia 188 habitants.

## Demografia
Segons el cens del 2000, Delaware tenia 188 habitants, 78 habitatges, i 51 famílies. La densitat de població era de 90,7 habitants per km².
Dels 78 habitatges en un 32,1% hi vivien nens de menys de 18 anys, en un 51,3% hi vivien parelles casades, en un 11,5% dones solteres, i en un 34,6% no eren unitats familiars. En el 26,9% dels habitatges hi vivien persones soles l'11,5% de les quals corresponia a persones de 65 anys o més que vivien soles. El nombre mitjà de persones vivint en cada habitatge era de 2,41 i el nombre mitjà de persones que vivien en cada família era de 2,82.
Per edats la població es repartia de la següent manera: un 29,3% tenia menys de 18 anys, un 5,9% entre 18 i 24, un 31,9% entre 25 i 44, un 22,3% de 45 a 60 i un 10,6% 65 anys o més.
L'edat mediana era de 35 anys. Per cada 100 dones de 18 o més anys hi havia 98,5 homes.
La renda mediana per habitatge era de 36.875 $ i la renda mediana per família de 40.694 $. Els homes tenien una renda mediana de 31.250 $ mentre que les dones 21.875 $. La renda per capita de la població era de 18.361 $. Cap de les famílies i el 4,4% de la població estaven per davall del llindar de pobresa.

## Poblacions més properes
El següent diagrama mostra les poblacions més properes.